# Telus Stadium
Het Telus Stadium (Frans: Stade TELUS-Université Lavalis) een multifunctioneel stadion in Quebec, een stad in Canada. Het stadion maakt deel uit van een groter sportcomplex dat zich bevindt op het terrein van de Université Laval. Het grote sportcomplex heet officieel Pavillon de l'éducation physique et des sports de l'Université Laval, maar wordt kortweg meestal PEPS genoemd. 
In het stadion ligt een groot grasveld met afmetingen 100 bij 60 meter. Er liggen ook een aantal kleinere velden. Het kan worden gebruikt voor Canadian football-, rugby-, voetbal- en atletiekwedstrijden. De sportclub van de universiteit, Laval Rouge et Or, maakt er onder andere gebruik van. Het is verschillende keren gebruikt voor de Vanier Cup.
In het stadion is plaats voor 12.750 toeschouwers. Het stadion werd geopend in 1994. 